# Paso Higuera
Paso Higuera är en ort i Mexiko.   Den ligger i kommunen Manlio Fabio Altamirano och delstaten Veracruz, i den sydöstra delen av landet, 300 km öster om huvudstaden Mexico City. Paso Higuera ligger 40 meter över havet och antalet invånare är 207.
Terrängen runt Paso Higuera är platt, och sluttar österut. Runt Paso Higuera är det ganska glesbefolkat, med 39 invånare per kvadratkilometer. Närmaste större samhälle är Las Amapolas, 19,8 km nordost om Paso Higuera. Omgivningarna runt Paso Higuera är en mosaik av jordbruksmark och naturlig växtlighet.